# Majencio
Marco Aurelio Valerio Majencio (en latín, Marcus Aurelius Valerius Maxentius) fue emperador del Imperio romano de Occidente del 306 al 312, era hijo de Maximiano, y yerno de Galerio.

## Nacimiento y juventud
Se desconoce la fecha de nacimiento exacta de Majencio, pero probablemente nació alrededor del año 278. Era hijo de Maximiano que llegó a ser emperador más tarde, y de su esposa Eutropia.
Cuando su padre llegó a emperador en el 285, se le tenía por heredero y parece que no llegó a servir en ningún puesto militar ni administrativo de importancia durante el reinado de Diocleciano y de su padre. Se casó con Valeria Maximila (aunque tampoco se conoce la fecha exacta), la hija de Galerio y tuvo dos hijos, uno llamado Valerio Rómulo (c. 295-309) y el otro desconocido.
En el 305, Diocleciano y Maximiano renunciaron al trono y los césares Constancio I (Cloro) y Galerio se convirtieron en augustos. Aunque ambos Constantino I y Majencio eran hijos de emperadores, ambos fueron exentos del nuevo colegio imperial y se designó a Severo II y Maximino Daya como césares. Algunas fuentes (Lactancio, Epitome) declaran que Galerio odiaba tanto a Majencio que usó su influencia con Diocleciano para que este le excluyera de la sucesión imperial; es posible que Diocleciano también haya pensado que Majencio no estaba preparado para el oficio imperial ni para las obligaciones militares. Majencio se retiró a una mansión en las afueras de Roma.
Con la muerte de Constancio en el 306, su hijo Constantino I fue declarado emperador el 25 de julio y aceptado como  césar del colegio imperial de Galerio, lo cual sirvió como precedente para que Majencio ascendiera al trono el mismo año.

## Ascensión

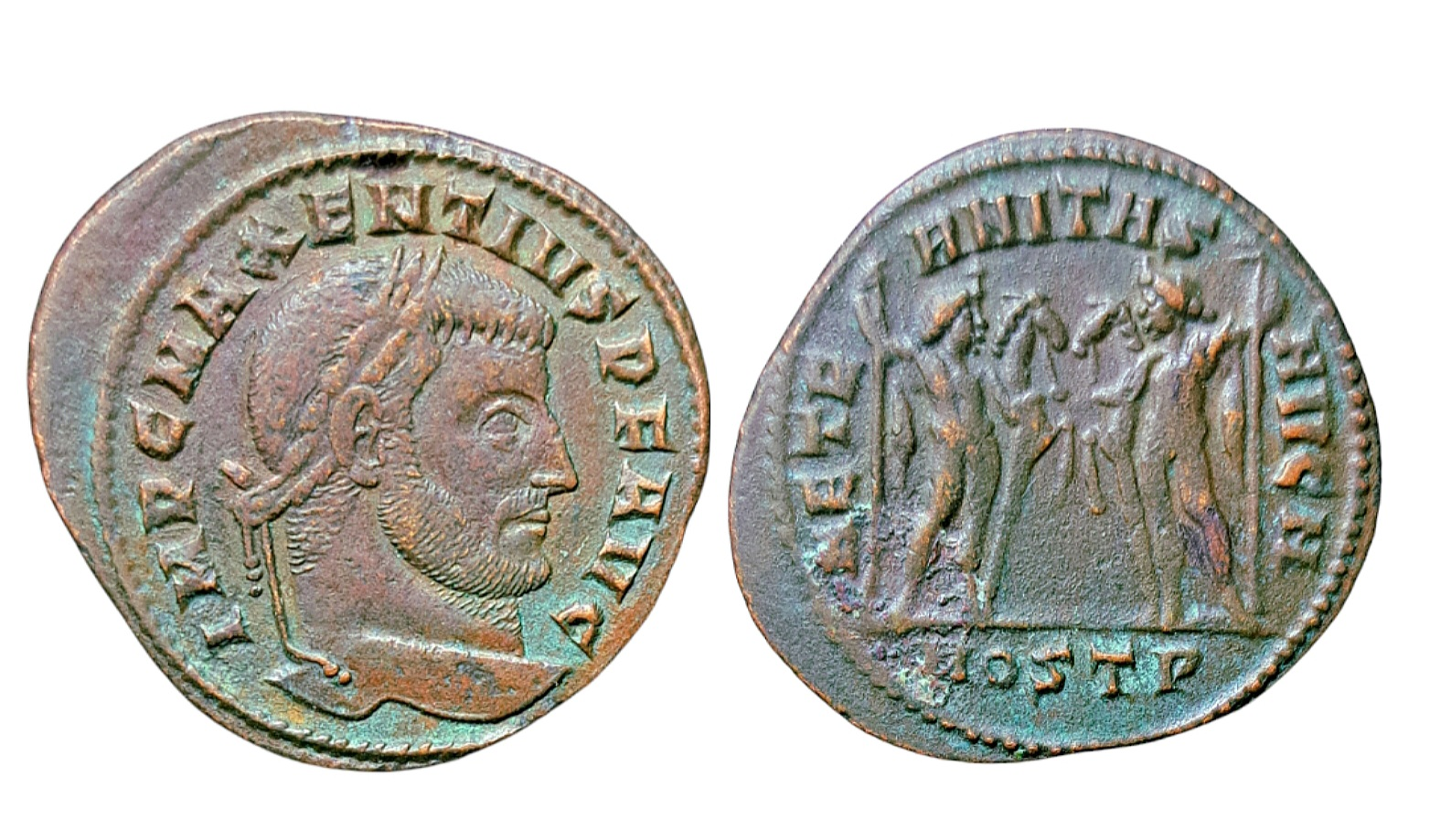
Majencio como Augusto en una moneda.

Cuando alcanzaron la capital los rumores de que los emperadores intentaban sujetar a la población romana a la capitación al igual que las demás ciudades del imperio, y que deseaban disolver el resto de la cohorte pretoriana que todavía permanecía en Roma, estallaron las revueltas. Un grupo de oficiales de las guarniciones de la ciudad (Zósimo los identifica como Marceliano, Marcelo y Luciano) ofrecieron la púrpura imperial a Majencio, juzgando probablemente que el reconocimiento oficial que fue concedido a Constantino I no sería aceptado por Majencio, que también era hijo de un emperador. Majencio aceptó el honor, prometió donaciones a las tropas de la ciudad, y fue aclamado emperador por el público el 28 de octubre, de 306. La usurpación tomó lugar sin que se derramase sangre (Zósimo nombra solamente una víctima); el prefecto de Roma se unió a Majencio y conservó su cargo. Los conspiradores también se tornaron a Maximiano, que se había retirado a un palacio en Lucania, pero este declinó la oferta.
Majencio logró ser reconocido como emperador en Italia central y meridional, las islas de Córcega, Cerdeña y Sicilia, y las provincias africanas. El norte de Italia permanecía bajo control de Severo II, con su residencia en Milán.
Al principio, Majencio se abstuvo de usar los títulos de augusto o césar, prefiriéndose llamar princeps invictus (príncipe invicto) con la esperanza de obtener el reconocimiento de su reinado por el emperador mayor Galerio. Sin embargo, este no lo hizo, posiblemente por la antipatía que se alegaba tenía hacia Majencio, y también porque Galerio probablemente deseó evitar que otros siguieran los ejemplos de Constantino I y de Majencio, declarándose emperadores. Constantino I controló firmemente el ejército y los territorios de su padre, y Galerio podría fingir que su ascensión era parte de la sucesión regular en la tetrarquía, pero ni uno ni otro era el caso con Majencio: él sería el quinto emperador, y tenía solamente unas pocas tropas bajo su mando. Galerio contó con que no sería demasiado difícil reducir la usurpación, y a principios del 307, Severo II (coemperador de Galerio) marchó hacia Roma con un ejército grande. La mayoría de este ejército consistía en los soldados que habían luchado durante años bajo Maximiano, el padre de Majencio. Cuando Severo II llegó a Roma, la mayoría de su ejército se unió a Majencio, que consideraban el heredero legítimo de su antiguo comandante, después que Majencio distribuyó una cantidad grande de dinero. Maximiano finalmente volvió de su jubilación y regresó a Roma para asumir el cargo imperial de nuevo y para apoyar a su hijo. 
Por su parte, Severo II se retiró a Rávena con el resto de su ejército. Poco después él se entregó a Maximiano, que prometió guardarle con vida. Después de la derrota de Severo II, Majencio se apoderó del norte de Italia hasta las montañas y la península de Istria al este, y asumió el título de augusto, que (en sus ojos) había llegado a ser vacante con la entrega de Severo II.

## Majencio como Emperador

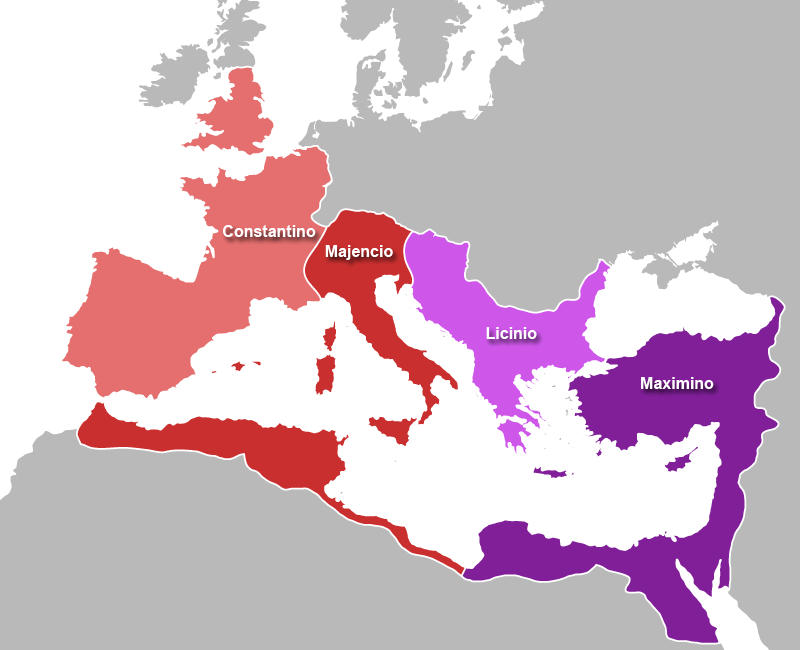
Imperio romano en 311.

El reinado común de Majencio y Maximiano en Roma fue probado aún más cuando Galerio mismo marchó hacia Italia en el verano del 307 con un ejército más grande que el de Majencio. Mientras que negociaba con el invasor, Majencio repitió lo mismo que había hecho con Severo II: prometer grandes sumas de dinero y la autoridad de Maximiano, lo que causó que muchos soldados de Galerio desertaran a él. Galerio se vio forzado a retirarse, pillando Italia a su vez. Durante la invasión, Majencio mandó dar muerte a Severo, probablemente en Tres Tabernas cerca de Roma (no están seguras las circunstancias exactas de su muerte). Después de la campaña fallida de Galerio, el reinado de Majencio se consolidó en Italia y África. 
Comenzando desde el 307, Majencio intentó tener contactos amistosos con Constantino I, y en el verano de ese año, Maximiano viajó a Galia, en donde Constantino I se casó con su hija Fausta y alternadamente fue designado augusto por el emperador mayor. Sin embargo, Constantino intentó evitar romper con Galerio, y no apoyó abiertamente a Majencio durante la invasión. En el 308, probablemente abril, Maximiano intentó deponer a su hijo en una asamblea de soldados en Roma; para su asombro, las tropas se mantuvieron fieles a su hijo, y tuvo que huir con Constantino. 
En la conferencia de Carnunto en el otoño del 308, Majencio no fue reconocido como emperador legítimo, y Licinio fue designado augusto con la tarea de recuperar el dominio de los usurpadores. 

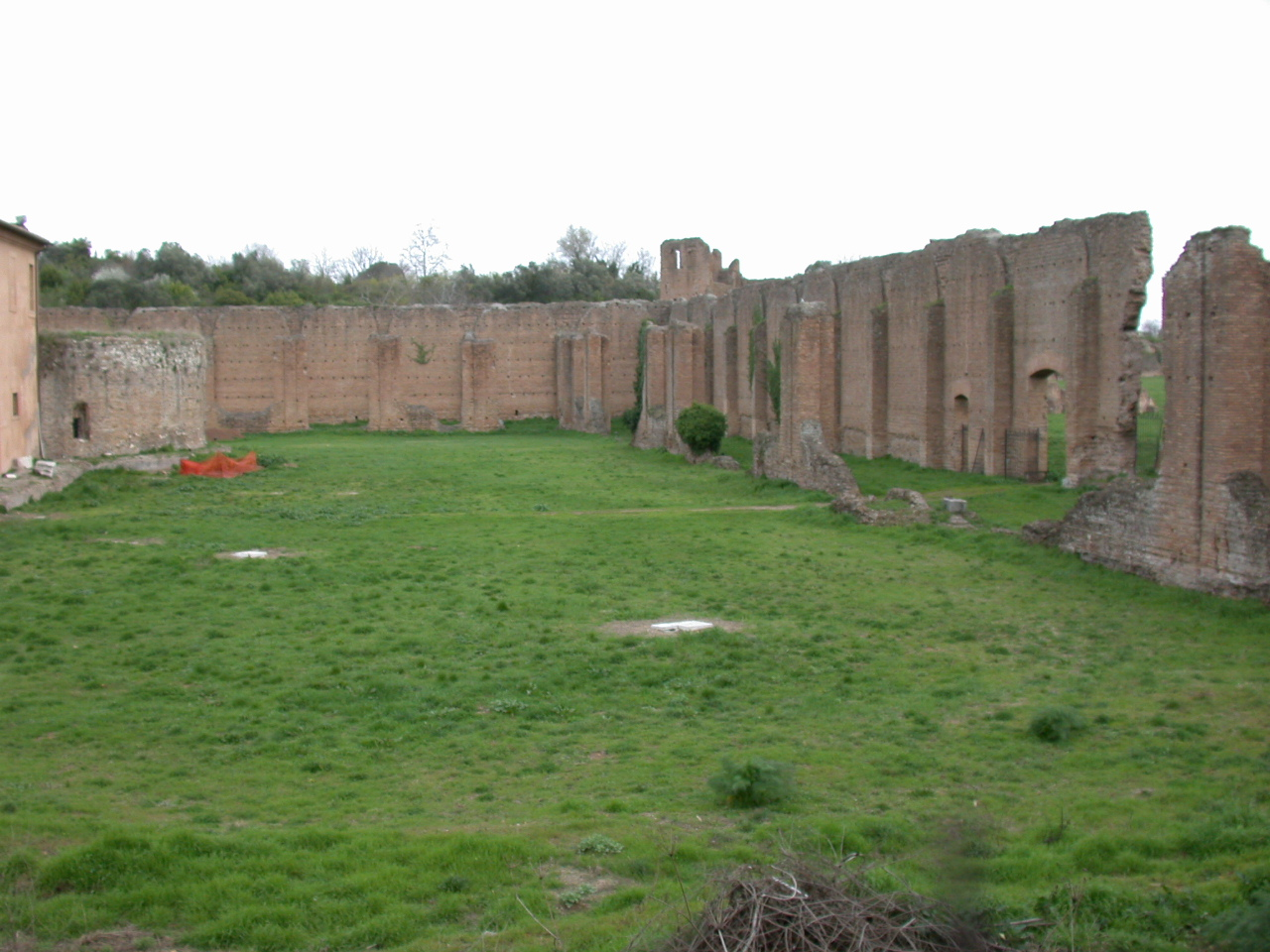
Patio del mausoleo en la Mansión de Majencio.

A finales del 308, Domicio Alejandro fue proclamado emperador en Cartago, y las provincias africanas se segregaron del dominio de Majencio. Esto produjo una situación peligrosa para Majencio, pues África era crítica para el suministro de alimentos de Roma. Bajo el comando del prefecto pretoriano Rufio Volusiano, envió un pequeño ejército al África que derrotó y ejecutó a Alejandro en el 310 o 311; Majencio utilizó la oportunidad de capturar los bienes de los partidarios de Alejandro, y de traer cantidades grandes de grano a Roma. También en el 310, la región de Istria cayó en manos de Licinio, quien sin embargo no logró continuar con la campaña, ya que Galerio contrajo una enfermedad mortal y falleció un año más tarde.
El hijo mayor de Majencio, llamado Valerio Rómulo murió en el 309, con apenas solo catorce años, fue consagrado y enterrado en el mausoleo de la mansión de Majencio en la vía Apia. 
Después de la muerte de Maximiano en el 309 o 310, las relaciones con Constantino I se deterioraron rápidamente, y Majencio se alió con Maximino Daya para contrarrestar la alianza entre Constantino I y Licinio. Aparentemente trató de apoderarse de la provincia de Recia (zona montañosa), de tal modo que se dividiera el dominio de Constantino I y de Licino (según los escritos de Zósimo); el plan no fue ejecutado, ya que Constantino I se movilizó antes que Majencio.

## Muerte

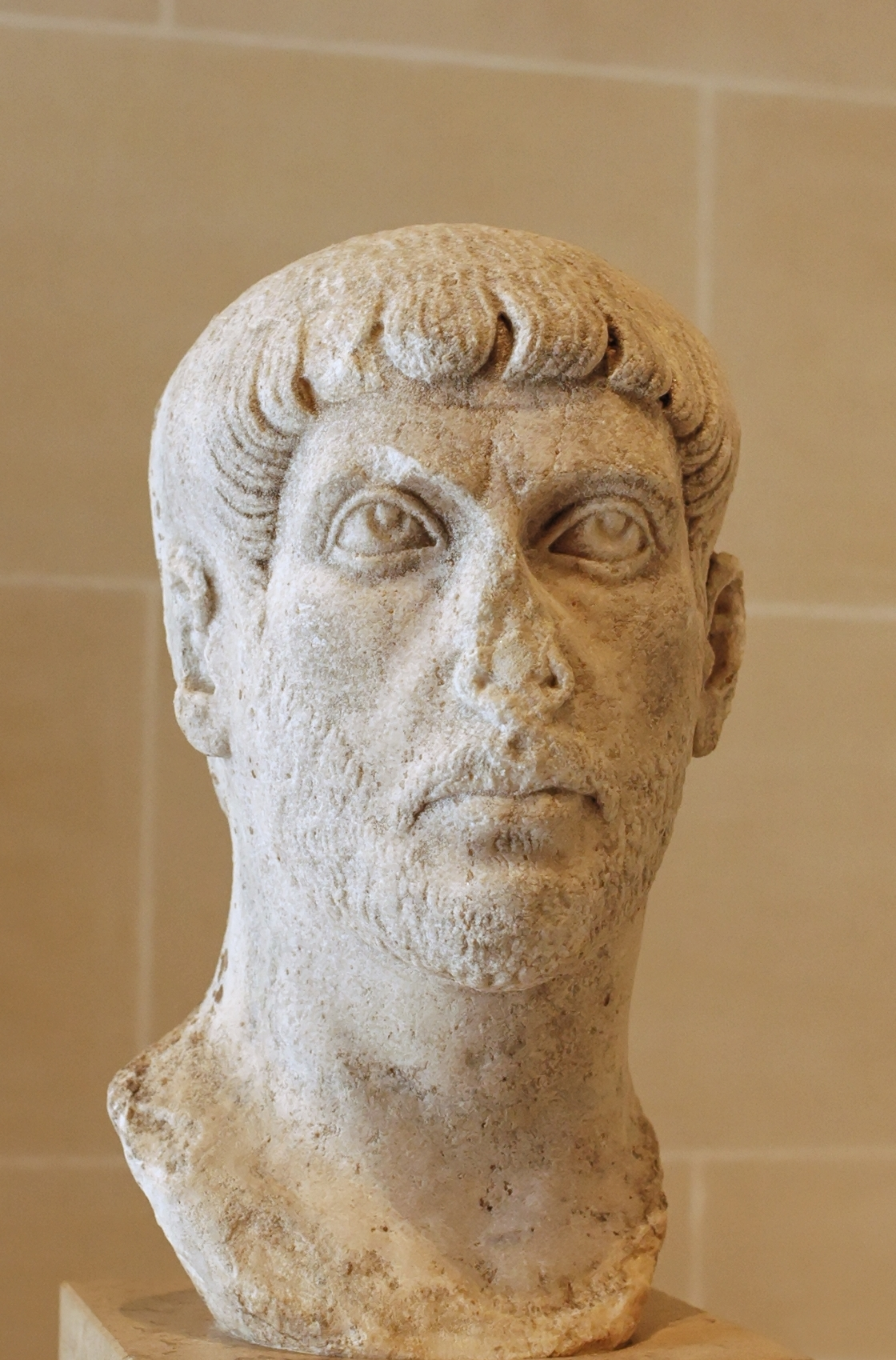
Busto mutilado de Majencio.

Constantino cruzó los Alpes hacia Italia alrededor de la primavera del 312, derrotó a las fuerzas de Majencio en varias batallas y finalmente llegó a Roma a finales de octubre del mismo año. Se esperaba que Majencio utilizase la misma estrategia que había empleado contra Severo y Galerio, quedándose en la muy bien defendida ciudad de Roma, esperando el sitio de esta, que resultaría costoso a su enemigo. Por razones desconocidas, (posiblemente porque sus sacerdotes se lo aconsejaron) Majencio abandonó este plan y decidió enfrentarse a Constantino I cerca del puente Milvio el 28 de octubre de 312. Las fuentes antiguas atribuyen esta acción a la superstición de Majencio o a la providencia divina, según los partidarios de Constantino. Majencio también había consultado a adivinos antes de la batalla, según era común en esos tiempos, y se puede deducir que le dieron un buen presagio, especialmente porque el día de la batalla era su dies imperii o sea el día en que subió al trono el 28 de octubre de 306. 
Los ejércitos de Majencio y de Constantino I se encontraron al norte de la ciudad, a cierta distancia de las murallas, más allá del río de Tíber, en la vía Flaminia. La tradición cristiana, especialmente los relatos de Lactancio y Eusebio de Cesarea, cuenta que Constantino I luchó bajo el símbolo de la cruz en la batalla, que se le reveló en un sueño. De la batalla en sí, no se sabe mucho, solo que las fuerzas de Constantino I derrotaron a las de Majencio. Estas últimas se retiraron hacia el Tíber, y en el caos del ejército que huía para cruzar el río, Majencio cayó al agua y se ahogó. Su cadáver fue rescatado, mutilado y, al día siguiente, su cabeza —clavada en una pica— paseada como trofeo en desfile triunfal a través de la ciudad, y enviada más tarde a África, como muestra de que había muerto.
En trágica coincidencia, y en contra de lo profetizado por los augures, encontró la muerte al sexto aniversario de su toma de poder como emperador.

## Política interna

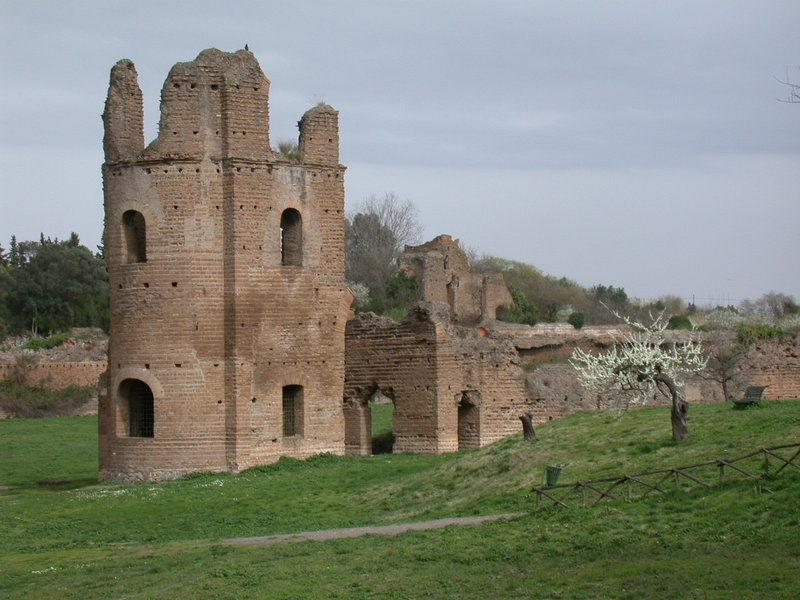
Torres del Circo de Majencio en la Vía Apia.

Los asuntos internos del reino de Majencio son en su mayoría de carácter oscuro, pues no hay fuente que se ocupa de su reinado explícitamente y que no haya sido manipulada más tarde por la propaganda de Constantino I. La base principal de su reinado estaba en su aceptación en la ciudad de Roma, aún reconocida teóricamente como capital del imperio, y (como con cada emperador) el ejército; y en cierta manera hasta el 308, por la autoridad de su padre. 
Al principio, él tenía al mando pocas tropas, especialmente lo que quedaba de la Guardia Pretoriana, la caballería del emperador y las cohortes urbanas en Roma. Durante las invasiones de Severo II y de Galerio, su ejército se agrandó debido a los desertores del ejército invasor, y después de la reconquista de África con el retiro de algunas de las guarniciones fronterizas hacia Italia. No obstante, su energía militar nunca llegó a ser mayor, y tuvo que confiar en la ventaja de su posición detrás de los Alpes y de la fortaleza de Roma. 
Su situación en la ciudad de Roma varió. Intentó asegurar su posición concediendo privilegios y demostrando el papel renovado de la ciudad como capital por un extenso programa de construcción. Por otra parte, no pudo evitar enteramente apoyarse sobre los recursos financieros del pueblo romano, y probablemente tuvo que imponer impuestos sobre Roma, también. Cuando la rebelión en África impidió la importación de grano a la ciudad, el hambre explotó, minando su autoridad, y los alborotos parecen haber acabado con cerca de 6.000 vidas. 

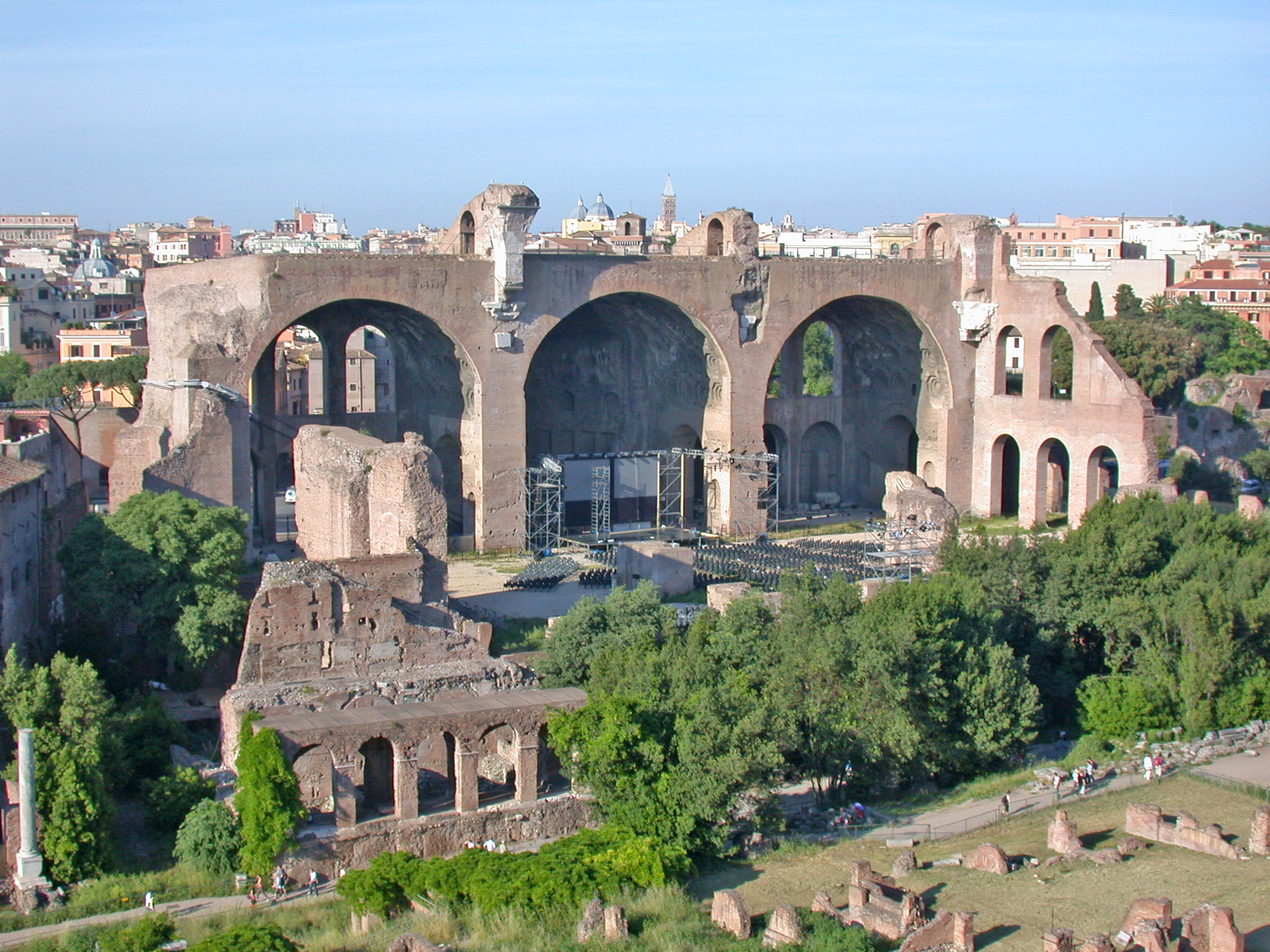
Basílica de Majencio en el Foro Romano.

Las relaciones con el Senado fueron buenas al principio, pero se deterioraron cuando Majencio obligó a los senadores a apoyar su reinado con donaciones. Muchos de los senadores más importantes se unieron a Constantino I después de la muerte de Majencio y continuaron sus carreras sin interrupción. 
En asuntos religiosos, Majencio toleró a cristianos en su reino, aunque él mismo apoyó la religión tradicional (pagana), que traía a la memoria el pasado glorioso de Roma. Veneró especialmente a Marte, la deidad que más a menudo se asociaba con su padre Maximiano. Durante su reinado, las consecuencias de la persecución de cristianos bajo Diocleciano condujeron a conflictos en la Iglesia bajo los obispos Marcelo I y Eusebio, dando como resultado el destierro de ambos por el emperador.

## Legado

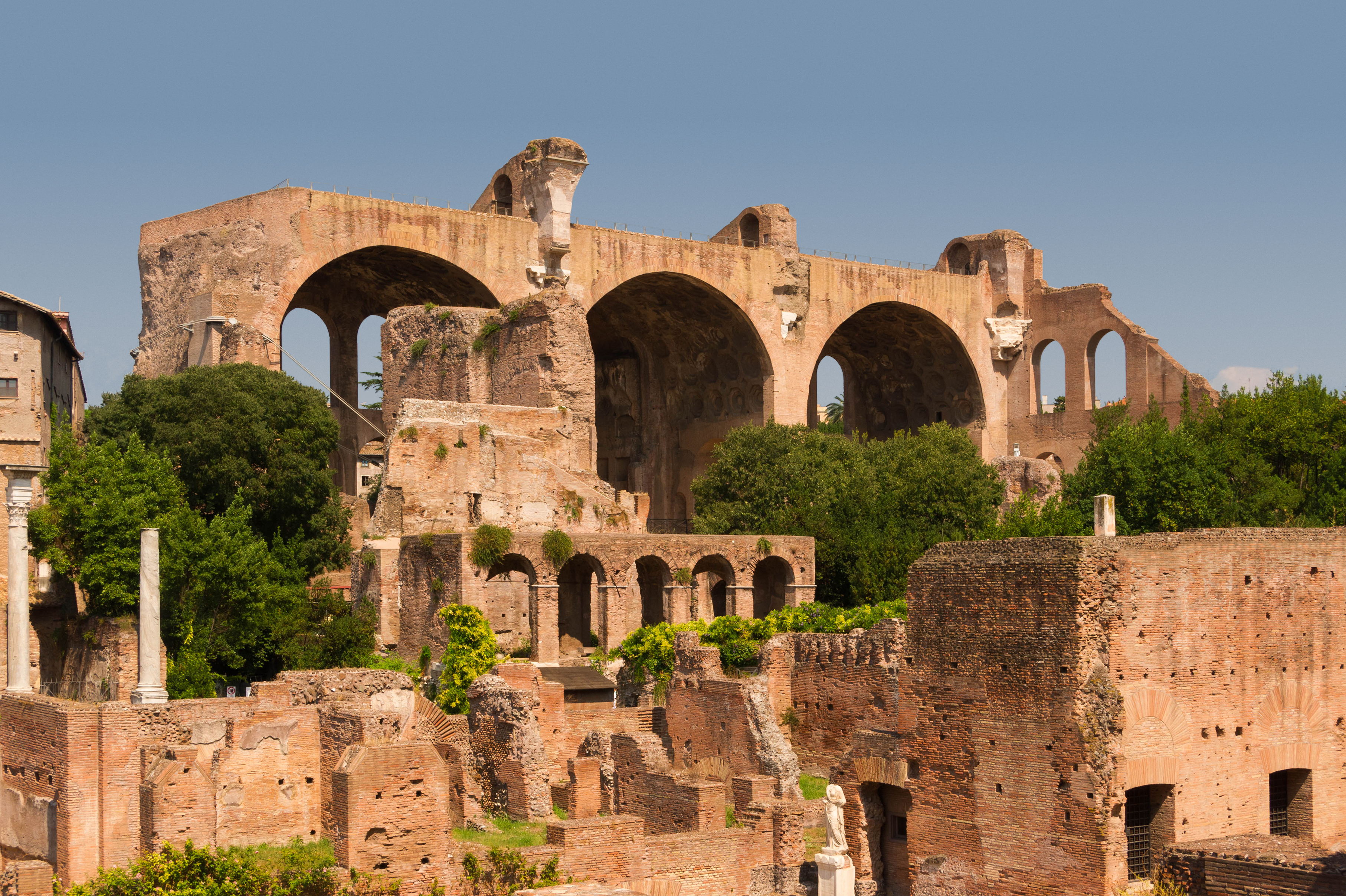
Foro Romano. Al fondo, los restos de la Basílica de Majencio y Constantino. Roma, Italia.

Después de la victoria de Constantino I, Majencio fue vilipendiado y presentado como un tirano cruel, sanguinario e incompetente. Aunque no se le contó entre los perseguidores de los cristianos por las fuentes tempranas como Lactancio, la propaganda cristiana oficial tardía puso a Majencio bajo aquellos que fueron hostiles con el cristianismo. Este punto de vista ha permanecido y dominado las fuentes que hablan de Majencio, aun cuando el uso y análisis más extenso de fuentes no literarias tal como monedas e inscripciones ofrecen una imagen más completa de su figura.
Según una investigación de 2020 sobre dos epístolas encontradas en la Biblioteca Marciana de Venecia, nos enteramos de que Majencio habría garantizado, en 306, y por lo tanto unos años antes del edicto de Milán de Constantino, la libertad de culto para los cristianos.